# ショーン・パーカー (サッカー選手)
ショーン・パーカー（Shawn Parker、1993年3月7日 - ）は、ドイツ・ヴィースバーデン出身のプロサッカー選手。ポジションはFW。

## 経歴

### マインツ
2012年10月27日のTSG1899ホッフェンハイム戦でデビュー。この年に27試合に出場し4ゴールを記録した。

### アウクスブルク
2014年7月1日、FCアウクスブルクと4年契約を結んで移籍した。しかし出場機会には恵まれず、2016-17シーズン終了後には宇佐美貴史やコスタス・スタフィリディスと共に放出候補と見られていたが、残留した。

## 人物
アメリカ人の父とドイツ人の母を持つ。弟のデヴァンテ・パーカーもサッカー選手。